# Rășinari
Rășinari est une commune de Roumanie et un village transylvain dont le nom roumain signifie en français « collecteurs de résine » (en allemand : Städterdorf ; en hongrois : Resinár) dans le județ de Sibiu.
Au recensement de 2002, sa population comptait 5 645 habitants[réf. nécessaire].
La commune contient deux localités, Rășinari et Prislop.

## Géographie
La commune est située dans les monts Cindrel (Carpates méridionales), dans la zone ethnographique de Mărginimea Sibiului (en), à 8 km au sud-ouest de Sibiu, capitale du Județ de Sibiu.
Rășinari est connecté à Sibiu par le tramway Sibiu – Rășinari d'environ 8 km à travers la forêt de Dumbrava. Les trams utilisés aujourd'hui étaient originairement utilisés à Genève et ont conservé la signalisation en français.

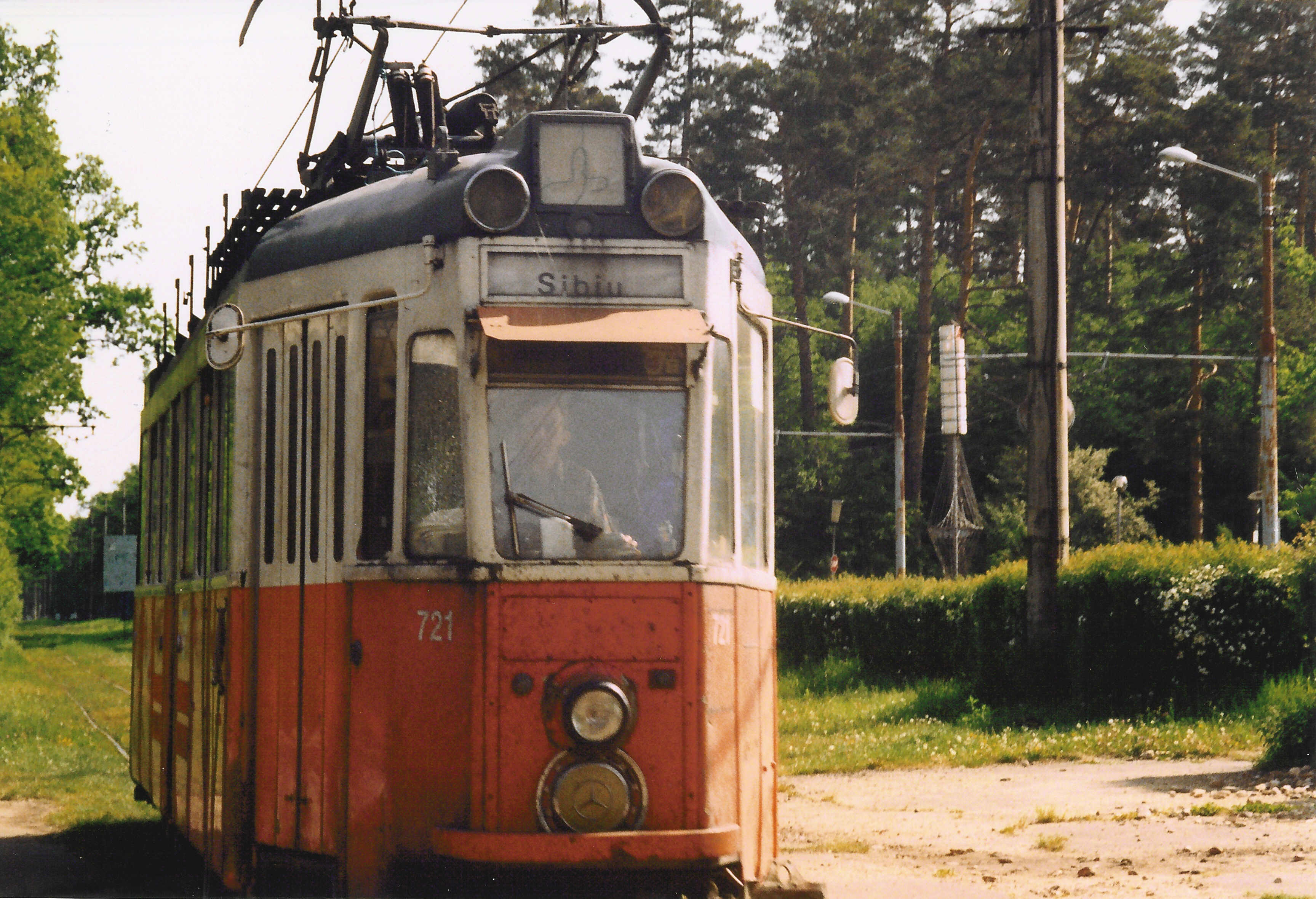
Le « Fromage Express », nom familier du tram de Rășinari, d'où les producteurs de fromages de montagne comme le Burduf descendent à Sibiu vendre leurs produits.

## Démographie
Lors du recensement de 2011, 90,87 % de la population se déclarent roumains et 5,94 % comme roms (2,91 % ne déclarent pas d'appartenance ethnique et 0,25 % déclarent appartenir à une autre ethnie).

## Politique
| Parti | Parti                           | Sièges |
| ----- | ------------------------------- | ------ |
|       | Parti national libéral (PNL)    | 6      |
|       | Parti social-démocrate (PSD)    | 4      |
|       | Indépendants                    | 2      |
|       | Parti Mouvement populaire (PMP) | 3      |

## Personnalités liées à la commune
- Sava Barcianu-Popovici (1814-1879), prêtre orthodoxe, professeur et homme politique, y est né et mort ;
- Emil Cioran (1911-1995), philosophe et essayiste y est né ;
- Octavian Goga (1881-1938), poète, journaliste, traducteur, puis homme politique de droite y est né ;
- Ilarie Mitrea (ro) (1842-1904), médecin et naturaliste, y est né.

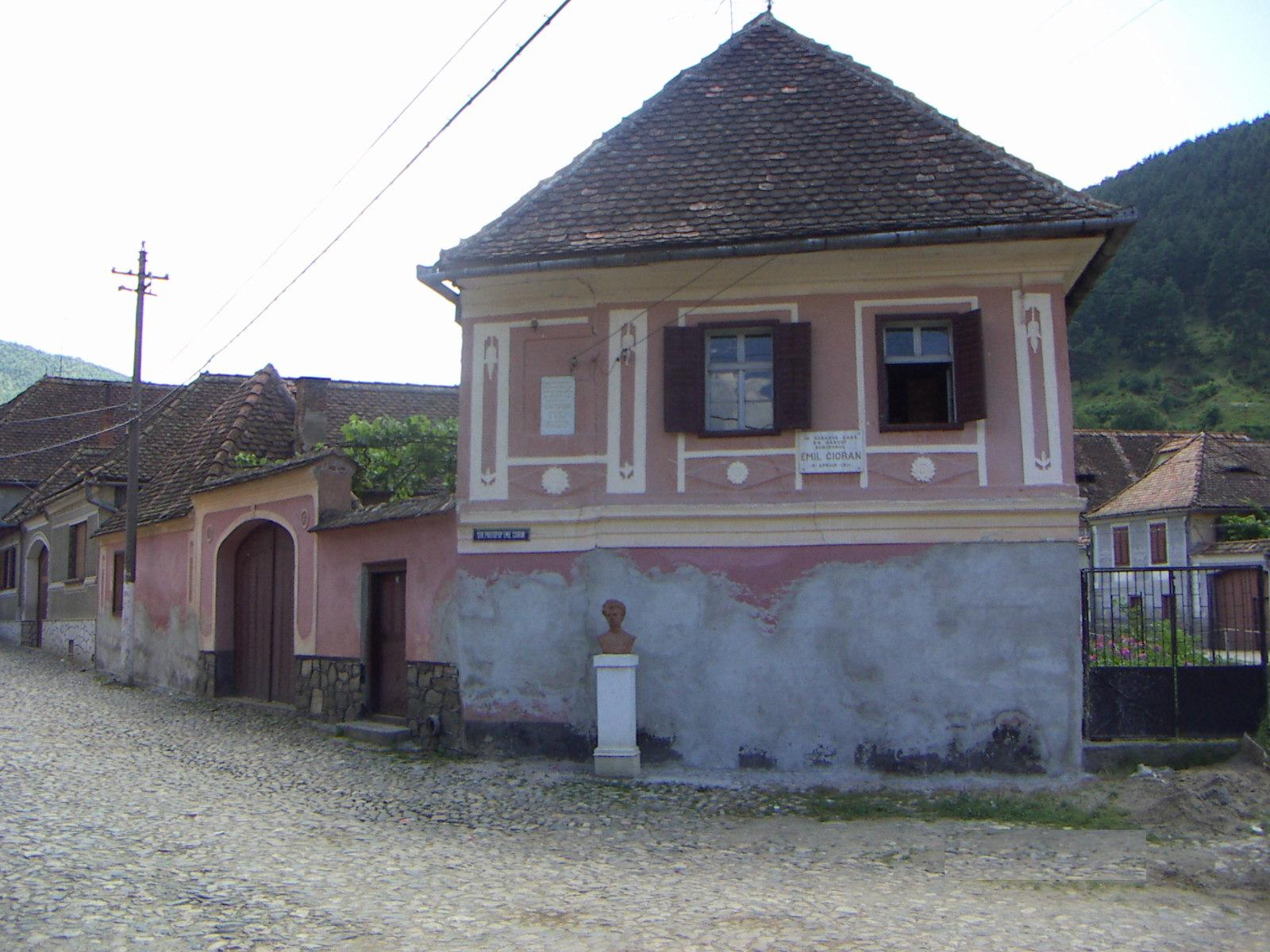
Maison natale d'Emil Cioran

## Tourisme
Rășinari obtient en 2022 le label Meilleurs villages touristiques de l'Organisation mondiale du tourisme.